# 熱い空気
「熱い空気」（あついくうき）は、松本清張の小説。『別冊黒い画集』第2話として『週刊文春』に連載され（1963年4月22日号 - 7月8日号）、1963年9月に短編集『事故-別冊黒い画集1』収録の一作として、文藝春秋新社（ポケット文春）より刊行された。
4回テレビドラマ化されている。

## あらすじ
東京・渋谷の「協栄家政婦会」に所属する家政婦・河野信子は、他人の家庭を次々と見て回り、その家の不幸を発見するのを愉しみとしていた。外見から見てこの上ない幸せな家庭だと思っても、必ず不幸は存在している…。信子は青山に住む大学教授・稲村達也の家に派遣されたが、体裁屋で二重性格の妻・春子、出来損ない揃いの三人の子供を始めとして、その内実、家族がばらばらであることを見抜く。表面上の優しさと裏腹に陰で信子を罵倒する春子や、面と向かって信子の容貌を嘲弄する子供を前にして、信子は、稲村家を出る前に、何らかの形で仕返しをしなければならないという決心になった。アメリカ製のマッチで新聞を燃やし興じる末っ子を目にした信子の頭に、或る考えがひらめいた。信子の行動とともに稲村家の騒動がはじまり、堅固な大学教授の家庭が揺れる。

## エピソード
- 北九州市立松本清張記念館学芸員の栁原暁子は「日本の近代文学のなかには女中小説の系譜が確かに見られる」が、本作には「そもそも女中小説で描かれている物語は美談に過ぎないことを示す記述」もあり、「それまでの女中小説ではほとんど描かれることのなかった、「仕える側の視点」を読者に意識させた。それは、仕える者の尊厳を強烈に主張するものであると同時に、家政婦という存在が生む劇場空間についての発見でもあった」と述べている[1]。
- エッセイストの酒井順子は「日本のホワイトカラー家庭では、明治期より住み込みの「女中」を雇うことが、一般的だった。（中略）戦後になると、住み込みの女中を置く家は減り、通いの「お手伝いさん」が増えてくる。電化製品の普及による家事労働は減少し、また住み込みの女中を置くことができるような住宅も減少した」「『熱い空気』は、そんな時代に書かれた小説である。お手伝いさんを雇うことができるのは、裕福な家に限られるようになった」と述べた上で、戦前の女中をテーマとする清張の作品として『統監』『鷗外の婢』『老公』を挙げている[2]。

## テレビドラマ

### 1966年版
関西テレビが制作し、フジテレビ系の「松本清張シリーズ」（毎週火曜21:00 - 21:30）で1966年3月8日に放送された。
キャスト
- 河野信子 - 望月優子
- 稲村春子 - 楠田薫
- 稲村達也 - 渡辺文雄
- おばあちゃん - 高橋芙美子
- 高宮克巳

スタッフ
- 脚本 - 田村孟
- 監督 - 水野匡雄
- 制作 - 関西テレビ

| 関西テレビ制作・フジテレビ系 松本清張シリーズ | 関西テレビ制作・フジテレビ系 松本清張シリーズ | 関西テレビ制作・フジテレビ系 松本清張シリーズ |
| 前番組                                        | 番組名                                        | 次番組                                        |
| --------------------------------------------- | --------------------------------------------- | --------------------------------------------- |
| 張込み （1966.2.22）                          | 熱い空気 （1966.3.8）                         | 万葉翡翠 （1966.3.15）                        |

### 1979年版
『松本清張おんなシリーズ・熱い空気』は、TBS系の「東芝日曜劇場」（毎週日曜21:00 - 21:55）で1979年2月4日に放送された。
キャスト
- 河野信子 - 森光子
- 稲村達也 - 長門裕之
- 稲村春子 -  林美智子
- 稲村まき -  浦辺粂子
- 岸本幸子 -  茅島成美
- 看護婦 -  佳島由季
- 稲村正一 -  和栗正明
- 稲村健三郎 -  時任やまと

スタッフ
- 脚本 - 服部佳
- プロデューサー - 石井ふく子
- 演出 - 鴨下信一
- 音楽 - 渡辺岳夫
- 音響効果 - 伴田六和
- 映像 - 藤田義昭
- 照明 - 加藤静夫
- 美術デザイン - 八木恵一
- 美術制作 - 小糸正雄
- 制作 - TBS

| TBS系 東芝日曜劇場                       | TBS系 東芝日曜劇場                            | TBS系 東芝日曜劇場                 |
| 前番組                                   | 番組名                                        | 次番組                             |
| ---------------------------------------- | --------------------------------------------- | ---------------------------------- |
| ガラスの向こう側 - 北海道放送（HBC）制作 | 松本清張おんなシリーズ6 熱い空気 （1979.2.4） | 路地の雪 - 中部日本放送（CBC）制作 |

### 1983年版
『松本清張の熱い空気 家政婦は見た! 夫婦の秘密「焦げた」』は、テレビ朝日系の2時間ドラマ「土曜ワイド劇場」（毎週土曜21:00 - 22:51）で1983年7月2日に放送された。視聴率は27.7%（関東地区・ビデオリサーチ社調べ）。
本ドラマが好評を博した結果、設定とサブタイトルを引き継ぐ形でドラマシリーズ『家政婦は見た!』が制作されていくことになった。
2009年にDVD化されている。

#### キャスト（1983年版）
協栄家政婦会
- 河野信子（家政婦） - 市原悦子
- 派遣所長 - 野村昭子
- 家政婦 - 石井富子、野中マリ子、西川ひかる

稲村家
- 稲村春子（稲村家の妻） - 吉行和子
- 稲村達也（大学教授） - 柳生博
- 稲村正一（稲村家の長男） - 佐野大輔
- 稲村健二郎（稲村家の次男） - 柴田一幸
- 稲村ツネ（達也の母で春子の姑） - 鈴木光枝

川原家
- 川原則夫（寿子の夫） - 高岡健二
- 川原寿子（春子の妹） - 山口いづみ

その他
- 大津（達也の弟子） - 中丸新将
- 学生 - 中村光治、山本裕之、南英二、名引直寿
- 医師 - 寺島幹夫

#### スタッフ（1983年版）
- 脚本 - 柴英三郎
- プロデューサー - 柳田博美（大映テレビ）、塙淳一（テレビ朝日）
- 監督 - 富本壮吉
- 助監督 - 米山紳、太田隆士
- 音楽 - 坂田晃一
- 撮影技術 - 山崎忠
- 照明 - 大久保武志
- 美術 - 大橋雅俊
- 録音 - 野口素寛
- 整音 - 星正輝
- 編集 - 本間元治
- 制作 - 大映テレビ、テレビ朝日

| テレビ朝日系 土曜ワイド劇場                        | テレビ朝日系 土曜ワイド劇場                                        | テレビ朝日系 土曜ワイド劇場 |
| 前番組                                             | 番組名                                                             | 次番組                      |
| -------------------------------------------------- | ------------------------------------------------------------------ | --------------------------- |
| 西村京太郎トラベルミステリー 「あずさ3号殺人事件」 | 松本清張の熱い空気 家政婦は見た! 夫婦の秘密「焦げた」 （1983.7.2） | 母に捧げる犯罪              |

### 2012年版
『松本清張没後20年・ドラマスペシャル 熱い空気』は、テレビ朝日系で2012年12月22日土曜21:00 - 23:11に放送された。視聴率は18.6%（関東地区・ビデオリサーチ社調べ）。
テレビ朝日開局55周年記念番組第一弾「松本清張没後20年 2週連続ドラマスペシャル」の第二夜として放送された。
当初、同年12月16日日曜21:00より放送予定であったが、11月16日に衆議院が解散したことに伴う第46回衆議院議員総選挙の投開票日の当日となり、当該時間帯に『選挙STATION2012』を放送することに伴う放送日時変更の措置がとられた。
監督は永らく主演の米倉とタッグを組んで映画やドラマを作っている松田秀知が起用されている。信子と稲村家の結末は、原作と異なる本ドラマオリジナルの展開となっている。
2014年3月2日に、本ドラマの設定を引き継ぐ形で『ドラマスペシャル 家政婦は見た!』が放送された。

#### キャスト（2012年版）
協栄家政婦会
- 河野信子〈32〉（協栄家政婦会所属の派遣家政婦） - 米倉涼子
- 平田牧子（協栄家政婦会の会長・元家政婦） - 東ちづる
- 加藤シズ（信子の家政婦仲間） - 岩本多代
- 小林ヒロミ（信子の家政婦仲間） - 伊藤麻実子

稲村家
- 稲村春子〈45〉（田園調布に居を構える稲村家の妻） - 余貴美子
- 稲村達也〈48〉（春子の夫。東都大学病院の内科部長） - 段田安則
- 稲村繁子〈70〉（達也の母） - 野際陽子
- 稲村正一（稲村家の長男） - 藤井太樹
- 稲村明次（稲村家の次男） - 大八木凱斗
- 稲村健三郎（稲村家の三男） - 竹邉彰泰

細川家
- 細川寿子（春子の妹） - 高岡早紀

その他
- 本田純夫（医学雑誌の編集者） - 東幹久
- 渡辺真佐子（医学雑誌の編集スタッフ） - 原幹恵
- 畑中（熱海中央署の刑事） - 中西良太
- 山下（熱海中央署の刑事） - 浜田学
- 山田クリーニングの御用聞き - ノッチ
- 一条藤磨（小説家） - 笹野高史
- 看護師 - 土谷春陽
- 医学生 - 石田直也
- 井上久男、中山京子、幹戸ソビア、園英子、松島紫代、川鶴晃裕、土谷春陽、鎌森良平、石田直也、吉村拓真、友田安伊子、大石彩未、田村将之、林聖也

#### スタッフ（2012年版）
- 脚本 - 竹山洋
- 監督 - 松田秀知
- 音楽 - 荻野清子
- VFX - キルアフィルム
- テーマソング - 中島みゆき「わかれうた」
- プロダクション協力 - 東映太秦映画村
- 撮影協力 - 髙島屋京都店、済生会滋賀県病院、京都工芸繊維大学、水資源機構、COCON KARASUMA、SOHOLM CAFE＋DINING京都店、泉谷病院、京都青果合同、滋賀ロケーションオフィス、京都市フィルム・オフィス
- 企画協力 - 古賀誠一（オスカープロモーション）
- 音楽協力 - テレビ朝日ミュージック
- チーフプロデューサー - 五十嵐文郎（テレビ朝日）
- プロデューサー - 内山聖子（テレビ朝日）、藤本一彦（テレビ朝日）、河瀬光（東映）
- 制作 - テレビ朝日、東映